# Plectris umbilicata
Plectris umbilicata är en skalbaggsart som beskrevs av Frey 1967. Plectris umbilicata ingår i släktet Plectris och familjen Melolonthidae. Inga underarter finns listade i Catalogue of Life.